# Achillea nobilis
Il millefoglio nobile (nome scientifico  Achillea nobilis  L., 1753) è una specie di pianta angiosperma dicotiledone della famiglia delle Asteraceae (sottofamiglia Asteroideae, tribù Anthemideae (Eurasian grade) e sottotribù Matricariinae).

## Etimologia
Il nome del genere è stato fissato da Linneo e deriva dalla credenza che Achille avesse usato queste piante durante l'assedio di Troia (così racconta Plinio) per curare le ferite insanabili di Telefo, dietro consiglio di Venere, avendo appreso da Chirone le virtù medicinali delle stesse.. L'epiteto specifico (nibilis) deriva dal latino "nobilis", che significa "onorevole, notevole".
Il nome scientifico della specie è stato definito dal botanico Carl Linnaeus (1707-1778) nella pubblicazione " Species Plantarum" ( Sp. Pl. 2: 899) del 1753.

## Descrizione

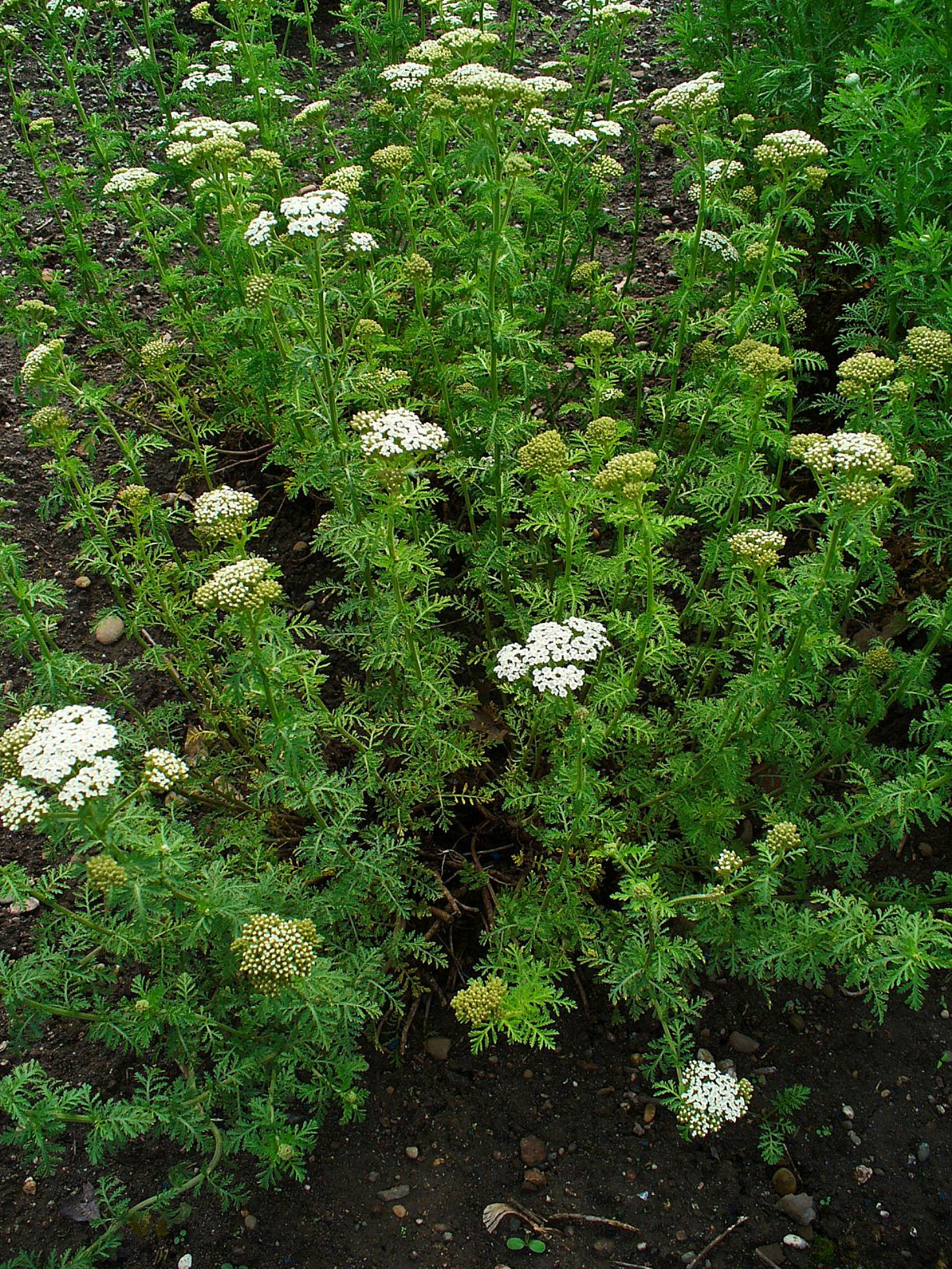
Il portamento

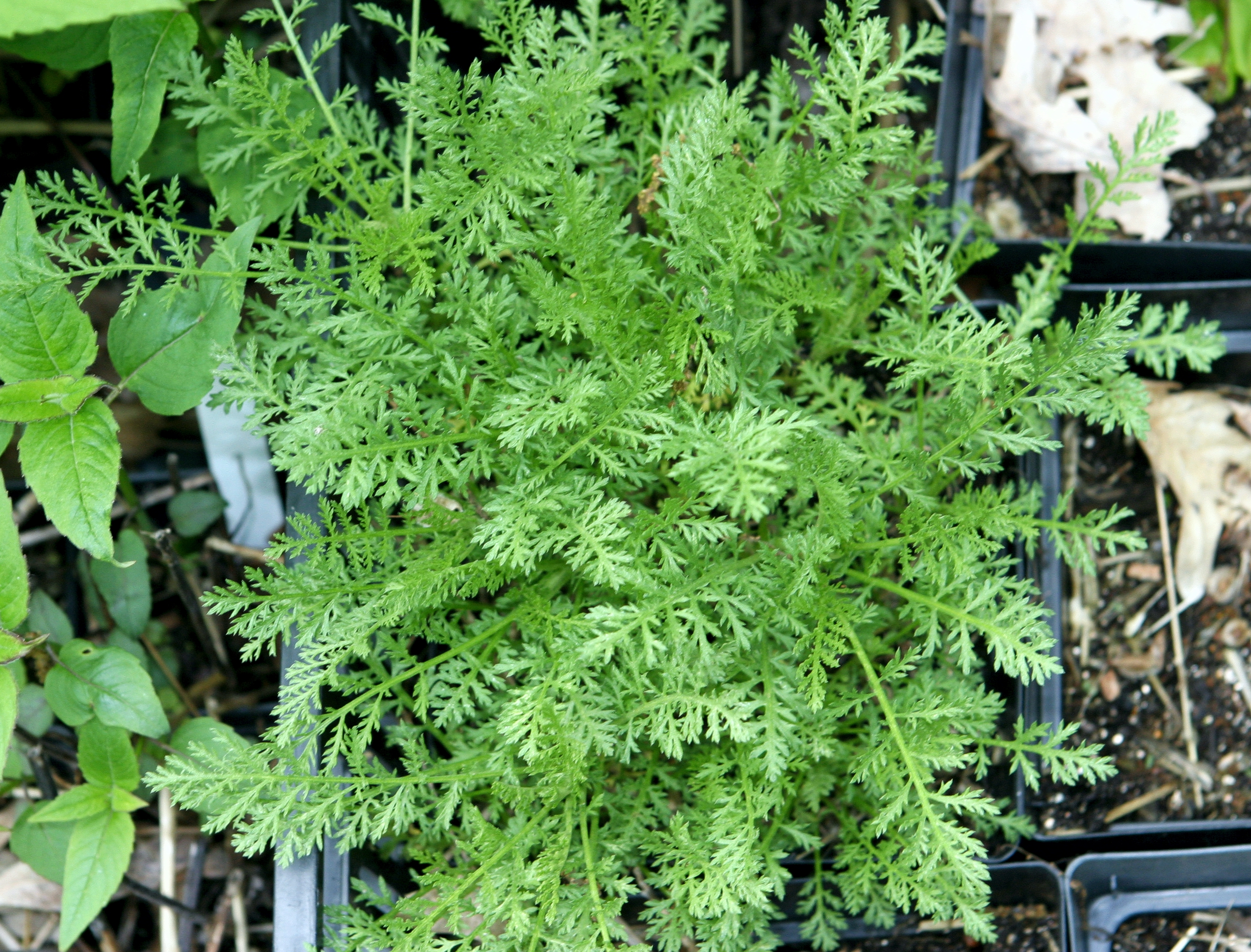
Le foglie

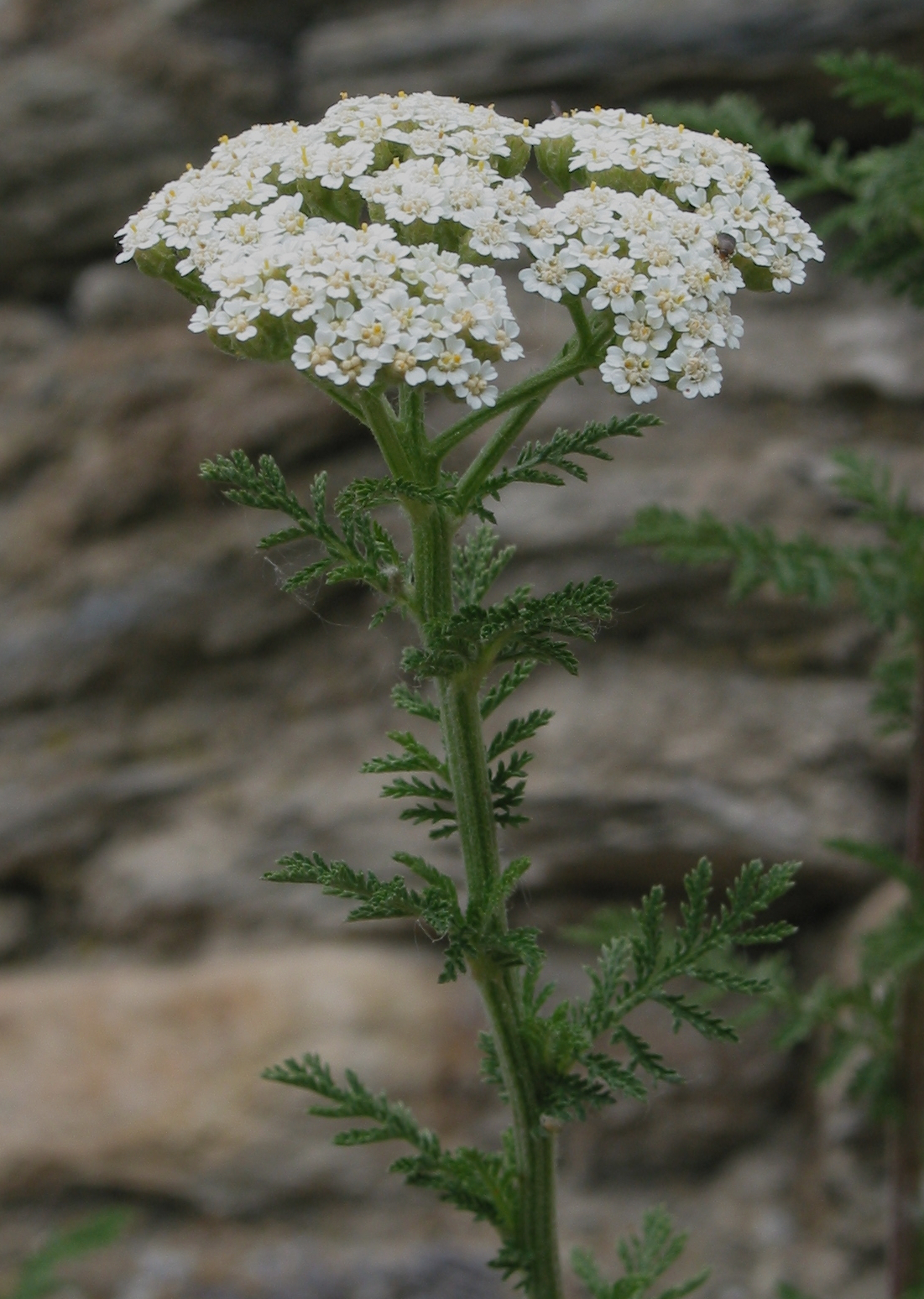
Infiorescenza

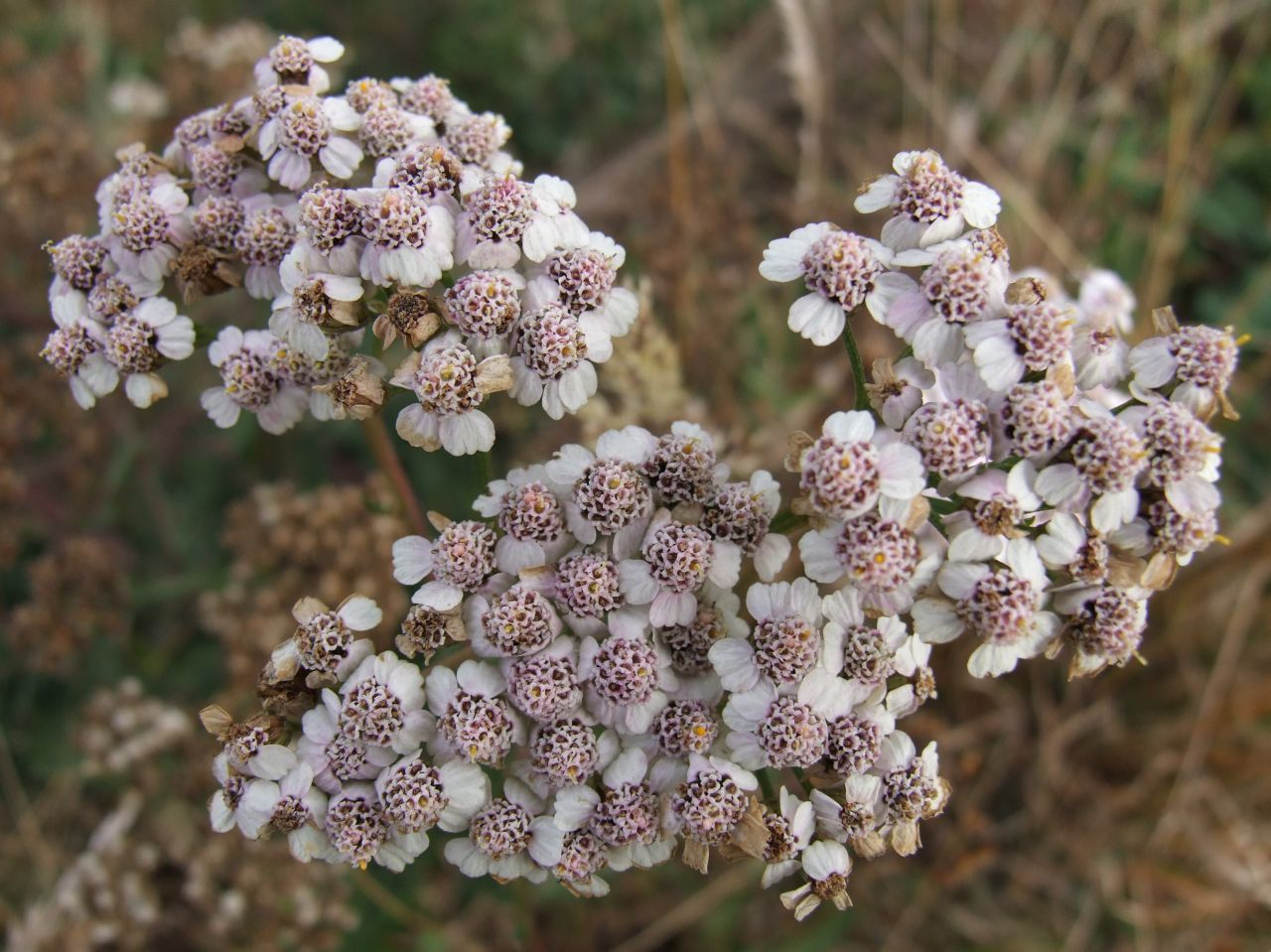
I fiori

Portamento. La specie di questa voce è una pianta erbecea perenne con indumento a peli basifissi. La forma biologica è emicriptofita scaposa (H scap), ossia in generale sono piante erbacee, a ciclo biologico perenne, con gemme svernanti al livello del suolo e protette dalla lettiera o dalla neve e sono dotate di un asse fiorale eretto e spesso privo di foglie.
Fusto. I fusti ipogei sono del tipo a corto rizoma senza stoloni; mentre la parte epigea è eretta, villosa, semplice o ramificata in alto. In generale l'aspetto delle piante è densamente cespitoso, i fusti sono densamente lanato-fioccosi e densamente fogliosi. Altezza media: 2 - 6 dm.
Foglie. Le foglie hanno una disposizione alterna e presentano un lieve aroma canforato. Le foglie basali sono normalmente picciolate; mentre le foglie cauline sono sessili. La lamina, di tipo 2-pennatosetta, ha delle forme a contorno ovato-lanceolato con rachide dentata a 5-7 segmenti per lato.
Infiorescenza. Le sinflorescenze sono formate da capolini calatidi dal diametro di pochi millimetri raccolti in modo corimboso molto denso. Le infiorescenze vere e proprie sono composte da un capolino terminale peduncolato di tipo radiato. I capolini sono formati da un involucro, con forme ovoidi, composto da diverse brattee, al cui interno un ricettacolo fa da base ai fiori di due tipi: fiori del raggio e fiori del disco. Le brattee, con forme da allungate, carenate e ialine ai margini, sono disposte in modo più o meno embricato su più serie (da 2 a 3). Il ricettacolo è piatto, ed è provvisto di pagliette trasparenti a protezione della base dei fiori. Dimensione dell'involucro: 1,8 x 2 mm. 
Fiori.  I fiori sono tetra-ciclici (formati cioè da 4 verticilli: calice – corolla – androceo – gineceo) e pentameri (calice e corolla formati da 5 elementi). Si distinguono in:
- fiori del raggio (esterni): sono femminili, fertili e sono disposti su una serie; la forma è ligulata (zigomorfa); a volte possono mancare o essere sterili;
- fiori del disco (centrali): sono più numerosi con forme brevemente tubulose (attinomorfe); sono ermafroditi e fertili.

- Formula fiorale:

*/x K {\displaystyle \infty }, [C (5), A (5)], G 2 (infero), achenio
- Calice: i sepali del calice sono ridotti ad una coroncina di squame.

- Corolla:

- fiori del raggio: la forma della corolla alla base è piatta/tubulosa, mentre all'apice è ligulata; la ligula può terminare con 3 denti; il colore è bianco e giallo;
- fiori del disco: la forma della corolla è tubulare bruscamente divaricata in 5 lobi ed è lievemente zigomorfa in quanto due lobi sono più larghi degli altri; i lobi, patenti o eretti, hanno una forma deltata; il colore è giallo.

- Androceo: l'androceo è formato da 5 stami (alternati ai lobi della corolla) sorretti da filamenti generalmente liberi con un collare a forma di balaustra; gli stami sono connati e formano un manicotto circondante lo stilo. Le antere possono essere sia di tipo basifissa che medifissa (ossia attaccate al filamento per la base – nel primo caso; oppure in un punto intermedio – nel secondo caso).[15] Questa caratteristica ha valore tassonomico in quanto distingue i generi gli uni dagli altri. Il tessuto endoteciale (rivestimento interno dell'antera) non è polarizzato. Il polline è sferico con un diametro medio di circa 25 micron;  è tricolporato (con tre aperture sia di tipo a fessura che tipo isodiametrica o poro) ed è echinato (con punte sporgenti).

- Gineceo: l'ovario è infero uniloculare formato da 2 carpelli. Lo stilo (il recettore del polline) è profondamente bifido (con due stigmi divergenti) e con le linee stigmatiche marginali separate o contigue. I due bracci dello stilo hanno una forma troncata e possono essere papillosi o ricoperti da ciuffi di peli.

- Antesi: da giugno a settembre.

Frutti. I frutti sono degli acheni privi di pappo. La forma è obovoide dorsoventralmente compressa quasi appiattita con 2 coste laterali e raramente con una addizionale costa adassiale. L'apice è arrotondato. Il pericarpo può possedere alcune cellule mucillaginifere con o senza sacche longitudinali di resina. Dimensione acheni: 1 mm.

## Biologia
Impollinazione: tramite insetti (impollinazione entomogama tramite farfalle diurne e notturne).

Riproduzione: la fecondazione avviene fondamentalmente tramite l'impollinazione dei fiori.

Dispersione: i semi cadono a terra e vengono dispersi soprattutto da insetti come formiche (disseminazione mirmecoria). Un altro tipo di dispersione è zoocoria: gli uncini delle brattee dell'involucro (se presenti) si agganciano ai peli degli animali di passaggio che portano così i semi anche su lunghe distanze. Inoltre per merito del pappo (se presente) il vento può trasportare i semi anche per alcuni chilometri (disseminazione anemocora).

## Distribuzione e habitat

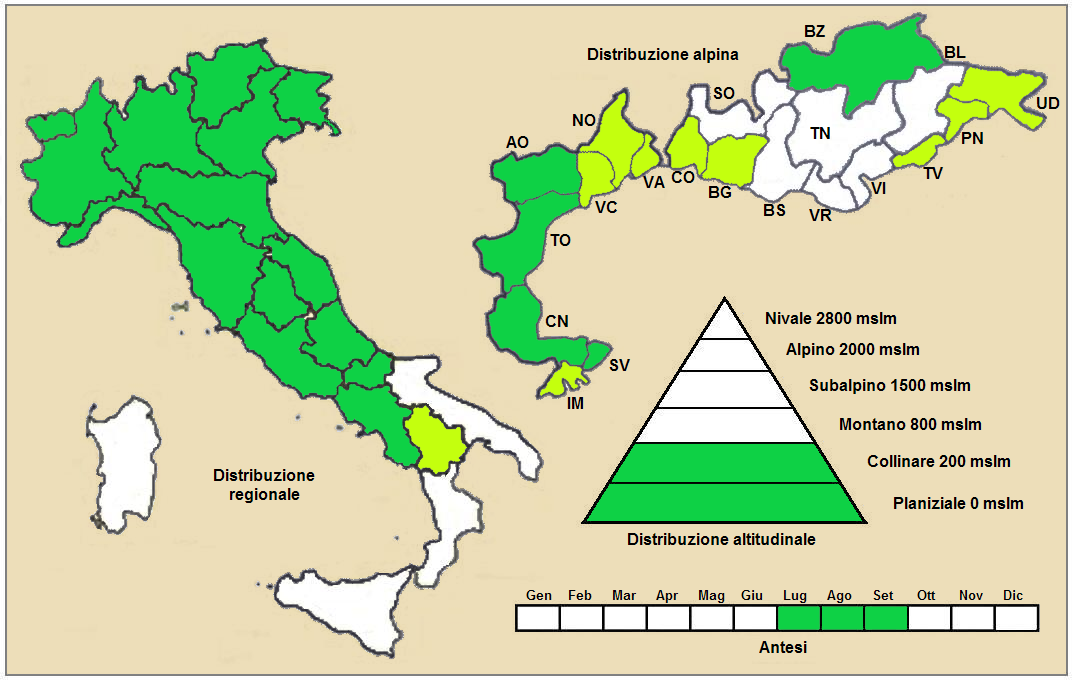
Distribuzione della pianta (Distribuzione regionale – Distribuzione alpina)

Geoelemento: il tipo corologico (area di origine) è  Sud Europeo / Sud (Ovest) Siberiano.

Distribuzione: in Italia questa specie è rara e si trova su tutta la Penisola fino a Napoli, comprese le Alpi. Fuori dall'Italia, sempre nelle Alpi, questa specie si trova in Francia e Svizzera. Sugli altri rilievi collegati alle Alpi è presente nella Foresta Nera, Monti Vosgi, Massiccio del Giura, Pirenei e Carpazi. Altrove si trova in Europa orientale e Asia centrale (compresa parte della Siberia)

Habitat: l'habitat tipico per queste piante sono i prati aridi, gli incolti e lungo le vie. Il substrato preferito è calcareo ma anche calcareo/siliceo con pH basico, bassi valori nutrizionali del terreno che deve essere secco. 

Distribuzione altitudinale: sui rilievi alpini, in Italia, queste piante si possono trovare fino a 1500 m s.l.m.; nelle Alpi frequentano quindi i seguenti piani vegetazionali: collinare (oltre a quello planiziale). 

## Fitosociologia
Dal punto di vista fitosociologico alpino la specie di questa voce appartiene alla seguente comunità vegetale:
Formazione: comunità a emicriptofite e camefite delle praterie rase magre secche
Classe: Festuco-Brometea

## Sistematica
La famiglia di appartenenza di questa voce (Asteraceae o Compositae, nomen conservandum) probabilmente originaria del Sud America, è la più numerosa del mondo vegetale, comprende oltre 23.000 specie distribuite su 1.535 generi, oppure 22.750 specie e 1.530 generi secondo altre fonti (una delle checklist più aggiornata elenca fino a 1.679 generi). La famiglia attualmente (2021) è divisa in 16 sottofamiglie; la sottofamiglia Asteroideae è una di queste e rappresenta l'evoluzione più recente di tutta la famiglia.

### Filogenesi
Il gruppo di questa voce è descritto nella tribù Anthemideae, una delle 21 tribù della sottofamiglia Asteroideae). In base alle ultime ricerche nella tribù sono stati individuati (provvisoriamente) 4 principali lignaggi (o cladi): "Southern hemisphere grade", "Asian-southern African grade", "Eurasian grade" e "Mediterranean clade". Il genere Achillea (insieme alla sottotribù Matricariinae) è incluso nel clade Eurasian grade.
Il genere Achillea contiene oltre un centinaio di specie per cui è stato suddiviso in 5 sezioni. La specie di questa voce fa parte della sezione Achillea.
Nella "Flora d'Italia" le specie spontanee di Achillea sono suddivise in due sottogeneri, 7 sezioni e alcuni aggregati e complessi.  Achillea nobilis appartiene al "Complesso di Achillea nobilis" caratterizzata da erbe perenni alte 2 - 6 dm con foglie basali a contorno da spatolato a lineare-spatolato di tipo 2-pennatosette, le foglie cauline sono 1,5 - 2 volte più lunghe che larghe, i capolini sono piccoli con involucro a forma ovoide, le brattee sono pubescenti e ghiandolari, i fiori ligulati (3 - 6) sono gialli o biancastri e i fiori tubolosi sono gialli.
I caratteri distintivi della specie  Achillea nobilis sono:
- la parte ipogea è priva di stoloni;
- la forma delle foglie cauline è ovata-lanceolata;
- i bordi delle brattee sono ialini;
- le brattee sono 2-3 volte più lunghe che larghe.

Il numero cromosomico delle specie di questa voce è: 2n = 18.

### Variabilità
Per questa specie sono riconosciute le seguenti sottospecie:
- Achillea nobilis  subsp. densissima (O.Schwarz ex Bässler) Hub.-Mor., 1975 - Distribuzione: Anatolia.
- Achillea nobilis  subsp. kurdica  Hub.-Mor., 1974 - Distribuzione: Anatolia.
- Achillea nobilis  subsp. neilreichii  (A.Kern.) Velen., 1891 - Distribuzione: Penisola Balcanica, Anatolia e Transcaucasia.
- Achillea nobilis  subsp. nobilis - Distribuzione: Italia, Europa e Asia.
- Achillea nobilis  subsp. sipylea  (O.Schwarz) Bässler, 1963 - Distribuzione: Anatolia.

La sottospecie neilreichii, secondo alcuni Autori è presente anche in Italia. Si troverebbe nella provincia di Cuneo e negli Appennini (Abruzzo).